# Бонивил (Кентаки)
Бонивил (енгл. Bonnieville) град је у америчкој савезној држави Кентаки.

## Демографија
По попису из 2010. године број становника је 255, што је 99 (-28,0%) становника мање него 2000. године.
| Група             | 2000.       | 2010.       |
| Белци             | 344 (97,2%) | 240 (94,1%) |
| Афроамериканци    | 6 (1,7%)    | 2 (0,8%)    |
| Азијати           | 0 (0,0%)    | 0 (0,0%)    |
| Хиспаноамериканци | 0 (0,0%)    | 9 (3,5%)    |
| Укупно            | 354         | 255         |